# Бокс на літніх Олімпійських іграх 1936
Бокс на літніх Олімпійських іграх 1936

## Загальний медальний залік
| Місце               | Країна                          | Золото | Срібло | Бронза | Загалом |
| ------------------- | ------------------------------- | ------ | ------ | ------ | ------- |
| 1                   | Німеччина                       | 2      | 2      | 1      | 5       |
| 2                   | Франція                         | 2      | 0      | 0      | 2       |
| 3                   | Аргентина                       | 1      | 1      | 2      | 4       |
| 4                   | Італія                          | 1      | 1      | 0      | 2       |
| 5                   | Угорщина                        | 1      | 0      | 0      | 1       |
| 5                   | Фінляндія                       | 1      | 0      | 0      | 1       |
| 7                   | Норвегія                        | 0      | 1      | 1      | 2       |
| 7                   | США                             | 0      | 1      | 1      | 2       |
| 9                   | Естонія                         | 0      | 1      | 0      | 1       |
| 9                   | Південно-Африканська Республіка | 0      | 1      | 0      | 1       |
| 11                  | Данія                           | 0      | 0      | 1      | 1       |
| 11                  | Мексика                         | 0      | 0      | 1      | 1       |
| 11                  | Швеція                          | 0      | 0      | 1      | 1       |
| Загалом (13 збірні) | Загалом (13 збірні)             | 8      | 8      | 8      | 24      |

## Медалісти
| Event                          | Золото                      | Срібло                                              | Бронза                          |
| ------------------------------ | --------------------------- | --------------------------------------------------- | ------------------------------- |
| Найлегша вага (до 50,8 кг)     | Віллі Кайзер · Німеччина    | Гавіно Матта · Італія                               | Льюїс Лорі · США                |
| Легша вага (до 53,5 кг)        | Ульдеріко Серго · Італія    | Джек Вілсон · США                                   | Фідель Ортіс · Мексика          |
| Напівлегка вага (до 57,2 кг)   | Оскар Касановас · Аргентина | Чарльз Каттералль · Південно-Африканська Республіка | Йозеф Мінер · Німеччина         |
| Легка вага (до 61,2 кг)        | Імре Харангі · Угорщина     | Ніколай Степулов · Естонія                          | Ерік Огрен · Швеція             |
| Напівсередня вага (до 66,7 кг) | Стен Сувіо · Фінляндія      | Міхаель Мурах · Німеччина                           | Джеральд Педерсен · Данія       |
| Середня вага (до 72,6 кг)      | Жан Деспо · Франція         | Генрі Тіллер · Норвегія                             | Рауль Вальярреал · Аргентина    |
| Напівважка вага (до 79,4 кг)   | Роже Мішело · Франція       | Річард Фогт · Німеччина                             | Франциско Різільоне · Аргентина |
| Важка вага (понад 79,4 кг)     | Герберт Рунге · Німеччина   | Гільєрмо Ловель · Аргентина                         | Ерлінг Нільсен · Норвегія       |